# Сугроб
Сугроб (снежный занос, снежный надув) — отложение снега во время метелей и снегопадов, возникающее на подветренной стороне препятствия в результате местного снижения скорости ветра и выпадения излишков снега из снеговетрового потока.
Защита от снежных заносов (снегозащита) дорог и других объектов осуществляется тремя основными способами: (1) ставят снеговые заборы, которые могут быть сплошными, проницаемыми, снегозадерживающими, снеговыдувающими, однорядными и многорядными, высаживают снегозащитные насаждения и нарезают в снегу траншеи; (2) сами сооружения делают снегонезаносимыми — на высокой насыпи, на опорах, особой формы и т. д.; (3) закрепляют снег в поле, откуда он может сноситься. Снегозадержание в поле проводят с помощью посева растений с высокими стеблями, снегосборных лесных полос, снегопахания, снегоуплотнения и расстановки различных препятствий.

## См.также
- Сувой